# Monika Borzym
Monika Borzym (Varsavia, 3 marzo 1990) è una cantante polacca.

## Biografia
Diplomata in pianoforte, Monika Borzym ha iniziato la sua carriera musicale partecipando a vari festival jazz; in particolare, nel 2007 ha conquistato il secondo premio all'International Jazz Vocalist Festival.
Nel 2010 ha firmato un contratto discografico con la Sony Music Entertainment Poland, su cui l'anno successivo ha pubblicato il suo album di debutto Girl Talk, che ha raggiunto la 9ª posizione nella classifica polacca ed è stato certificato disco di platino dalla Związek Producentów Audio-Video con oltre 10 000 copie vendute a livello nazionale. Fortunato è stato anche il secondo album del 2013, My Place, 18º in classifica e disco d'oro.
Nel 2014 ha preso parte al programma canoro di TVP2 SuperSTARcie, dove è arrivata 5ª su dieci concorrenti. Tre anni dopo ha partecipato alla settima edizione di Twoja twarz brzmi znajomo (la versione polacca del Tale e quale show), posizionandosi penultima su otto partecipanti. Sempre nel 2017 ha pubblicato il suo quarto album in studio, Jestem przestrzeń, il primo ad essere cantato interamente in lingua polacca, che è arrivato 11º nella classifica nazionale.

## Discografia

### Album in studio
- 2011 – Girl Talk
- 2013 – My Place
- 2016 – Back to the Garden
- 2017 – Jestem przestrzeń
- 2002 – Monika Borzym śpiewa stare piosenki

### Album dal vivo
- 2018 – Radio-hedonistycznie. Live at Wytwórnia

### Singoli
- 2011 – Appletree
- 2013 – Zniknac stad
- 2013 – Off to Sea
- 2013 – Fortuna kołem się toczy (con Jerzy Wasowski)
- 2018 – Little by Little
- 2020 – Takie ciało
- 2021 – Ty tu ja tam tango